# Gregor Schmidinger
Gregor Schmidinger (Linz, 16 de abril de 1985) es un cineasta y guionista austriaco, reconocido por su largometraje Nevrland (2019) y por sus cortometrajes The Boy Next Door (2008) y Homofobia (2012). En sus obras ha abordado temas como la homosexualidad y la salud mental.

## Biografía

### Primeros años y estudios
Nacido en Linz en 1985, Schmidinger estudió Televisión Digital en la Universidad de Ciencias Aplicadas de Salzburgo. Escribió su tesis sobre narrativa transmedia y estudió diseño de guion en la Universidad de California, Los Ángeles. Es miembro del Gremio Austriaco de Directores y del Gremio Austriaco de Guionistas.

### Carrera
Las películas de Schmidinger abordan temas como la salud mental y la homosexualidad. Sus primeros cortometrajes, The Boy Next Door (2008) y Homofobia (2012), han logrado millones de visitas en la plataforma YouTube. Una de sus inspiraciones para Homofobia fue el suicidio de Jamey Rodemeyer en 2011, atribuido al acoso escolar debido a su homosexualidad, y un vídeo que Rodemeyer había presentado para la organización sin ánimo de lucro It Gets Better. Aunque el título del vídeo fue considerado genérico por el público, Schmidinger lo defendió ya que «proporciona una forma de llegar a un público más amplio con una sola palabra: la optimización de motores de búsqueda se une al arte».

#### Nevrland
Su primer largometraje, Nevrland, se estrenó en el festival de cine Max Ophüls Preis de Saarbrücken, donde ganó el Premio del Jurado Juvenil en la categoría de mejor película. También obtuvo galardones y nominaciones en otros festivales. Nevrland relata la historia de Jakob, un adolescente que trabaja en un matadero y lucha contra un debilitante trastorno de ansiedad. Conoce a la artista Kristjan, de 26 años, en un sitio de sexo virtual.
El filme obtuvo buenas críticas. En Rotten Tomatoes cuenta con una aprobación del 80%. Rich Cline del portal Shadows on the Wall elogió la labor de Schmidinger al afirmar: «La mente de Jakob [el protagonista del filme] no puede evitar volverse contra sí misma. Pero Schmidinger canaliza este material con intención: este joven no se regodea en su confusión mental, sino que busca la manera de superarla. Esto hace que la película sea estimulante».  Para Lewis Knight de Mirror, «Schmidinger ha creado una obra completamente artística y es probable que provoque fuertes reacciones con Nevrland. Aunque puede discutirse el éxito de la película a la hora de transmitir su significado, el estilo por sí solo es desorientador y la atmósfera palpable».

#### Otros proyectos
Schmidinger es cofundador del Festival de Cine Porno de Viena, el cual tiene como objeto tender un puente entre la teoría feminista y queer, el arte y la pornografía. También produce y presenta un podcast que explora la cultura gay en Viena, titulado Warme Brüder.

## Filmografía
- 2008: The Boy Next Door (cortometraje)
- 2012: Homofobia (cortometraje)
- 2019: Nevrland (largometraje)

Fuente:

## Premios y reconocimientos
- 2019: Premio Max-Ophüls Preis del Jurado Juvenil por Nevrland - 40th Filmfestival Max-Ophüls Preis
- 2019: Premio Especial del Jurado Thomas Pluch por Nevrland - Diagonale Festival
- 2019: Mejor Narrativa Internacional por Nevrland - TLVFest
- 2019: Mejor Largometraje por Nevrland - Filmfestival Kitzbühel
- 2019: Premio del Jurado Joven por Nevrland - Heimatfilmfestival

Fuente: